# NGC 1796A
NGC 1796A (другие обозначения — ESO 119-35, PGC 16698) — галактика в созвездии Золотая Рыба.
Этот объект не входит в число перечисленных в оригинальной редакции «Нового общего каталога» и был добавлен позднее.